# Alexandra Alexandrovna da Rússia
Alexandra Alexandrovna da Rússia (30 de agosto de 1842 – 10 de julho de 1849) foi a filha mais velha de Alexandre II da Rússia e de Maria Alexandrovna. Morreu de meningite quando tinha seis anos e meio de idade.

## Biografia

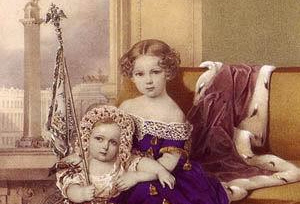
Alexandra com o seu irmão mais novo, Nicolau

Alexandra recebeu a alcunha de Lina ou Sashenka da família. O seu pai gostava da sua companhia enquanto trabalhava no escritório. A sua morte por meningite quando tinha seis anos e meio devastou os seus pais. A sua mãe ainda chorava quando a sua filha era mencionada mesmo décadas depois da sua morte. O seu pai manteve uma flor seca do seu funeral no seu diário e deixou a página em branco para marcar o seu luto. Ambos ficaram encantados quando tiveram uma segunda filha, a grã-duquesa Maria Alexandrovna da Rússia porque tinham saudades de ter uma menina. Alexandre escreveu: Perdemos a nossa menina mais velha e tínhamos desejado ardentemente ter outra. O nascimento dela [Maria] foi uma alegria e um encanto (...)

## Visita do seu fantasma
Supostamente, o espírito de Alexandra apareceu juntamente com o do seu avô, Nicolau I da Rússia, durante duas sessões espirituais organizadas pela grã-duquesa Alexandra Iosifovna durante a década de 1860. O czar e outros membros da corte interessavam-se por espiritualismo, algo que estava na moda na época. Numa das reuniões, a mesa ergueu-se alguns centímetros, rodou e formou as palavras da frase “Deus salve o Czar!”. O czar e outros presentes afirmaram terem sentido dedos fantasmagóricos. Os espíritos responderam às questões feitas por Alexandre II, através das letras do alfabeto, que este escrevera num papel à sua frente. Uma dama-de-companhia queixou-se mais tarde de as questões não terem significado nenhum e perguntou-se porque é que os espíritos estavam mais interessados em jogar jogos do que em dar respostas reais ao czar. A mãe de Alexandra recusou ir à segunda sessão de espíritos por achar que os fantasmas eram “espíritos de mentiras” manipulados pelo diabo e a sua filha não tinha aparecido de todo.

## Retrato e objectos que restaram
Uma túnica azul usada por Alexandra ainda estava em exposição no Palácio de Inverno cinquenta anos após a sua morte. Margaretta Eagar, ama das quatro filhas de Nicolau II e da czarina Alexandra Feodorovna, escreveu que ela era uma bonita criança de cabelo dourado depois de ver um dos seus retratos.

## Nome azarento
Eagar também escreveu que o nome Alexandra era considerado azarento pela família Romanov nos finais do século XIX porque muitas Romanov chamadas Alexandra morreram na sua infância ou adolescência. O público britânico perguntava-se bastantes vezes o porquê de nenhuma das filhas da czarina ter tido esse nome em sua honra. Eagar explicou que esse nome não era usado por ser considerado tão azarento. Outras Alexandras com um destino trágico foram a grã-duquesa Alexandra Pavlovna da Rússia, a grã-duquesa Alexandra Nikolaevna da Rússia e a princesa Alexandra Georgievna da Grécia e Dinamarca. Eagar escreveu que outros ramos da família tinham filhas chamadas Alexandra, mas nenhuma passou dos vinte-e-um anos de idade.

## Genealogia
| Alexandra Alexandrovna | Pai: Alexandre II da Rússia                     | Avô paterno: Nicolau I da Rússia                       | Bisavô paterno: Paulo I da Rússia                                |
| Alexandra Alexandrovna | Pai: Alexandre II da Rússia                     | Avô paterno: Nicolau I da Rússia                       | Bisavó paterna: Maria Feodorovna (Sofia Doroteia de Württemberg) |
| Alexandra Alexandrovna | Pai: Alexandre II da Rússia                     | Avó paterna: Alexandra Feodorovna (Carlota da Prússia) | Bisavô paterno: Frederico Guilherme III da Prússia               |
| Alexandra Alexandrovna | Pai: Alexandre II da Rússia                     | Avó paterna: Alexandra Feodorovna (Carlota da Prússia) | Bisavó paterna: Luísa de Mecklemburgo-Strelitz                   |
| Alexandra Alexandrovna | Mãe: Maria Alexandrovna (Maria de Hesse e Reno) | Avô materno: Luís II, Grão-duque de Hesse              | Bisavô materno: Luís I, Grão-Duque de Hesse                      |
| Alexandra Alexandrovna | Mãe: Maria Alexandrovna (Maria de Hesse e Reno) | Avô materno: Luís II, Grão-duque de Hesse              | Bisavó materna: Luísa de Hesse-Darmstadt                         |
| Alexandra Alexandrovna | Mãe: Maria Alexandrovna (Maria de Hesse e Reno) | Avó materna: Guilhermina de Baden                      | Bisavô materno: Carlos Luís, Príncipe-Herdeiro de Baden          |
| Alexandra Alexandrovna | Mãe: Maria Alexandrovna (Maria de Hesse e Reno) | Avó materna: Guilhermina de Baden                      | Bisavó materna: Amália de Hesse-Darmstadt                        |